# Pusionella valida
Pusionella valida é uma espécie de gastrópode do gênero Pusionella, pertencente a família Clavatulidae.